# Australian Championships 1927
| ◄ Australian Championships 1927 ► | ◄ Australian Championships 1927 ► |
| --- | --------------------------------- |
| Datum: | 22. Januar – 27. Januar 1927      |
| Auflage: | 20. Australian Championships      |
| Ort: | Melbourne                         |
| Belag: | Rasen                             |
| Titelverteidiger |                                   |
| Herreneinzel: | John Hawkes                       |
| Dameneinzel: | Daphne Akhurst                    |
| Herrendoppel: | John Hawkes Gerald Patterson      |
| Damendoppel: | Meryl O’Hara Wood Esna Boyd       |
| Mixed: | Esna Boyd John Hawkes             |
| Sieger |                                   |
| Herreneinzel: | Gerald Patterson                  |
| Dameneinzel: | Esna Boyd                         |
| Herrendoppel: | John Hawkes Gerald Patterson      |
| Damendoppel: | Meryl O’Hara Wood Louie Bickerton |
| Mixed: | Esna Boyd John Hawkes             |
| Grand Slams 1927 |                                   |
| - Australian Championships - Internationale französische Tennismeisterschaften - Wimbledon Championships - U.S. National Championships |                                   |

Die 20. Australian Championships waren ein Tennis-Rasenplatzturnier der Klasse Grand Slam, das von der ILTF veranstaltet wurde. Es fand vom 22. bis 27. Januar 1927 in Melbourne, Australien statt.
Titelverteidiger im Einzel waren John Hawkes bei den Herren sowie Daphne Akhurst bei den Damen. Im Herrendoppel waren John Hawkes und Gerald Patterson, im Damendoppel Meryl O’Hara Wood und Esna Boyd die Titelverteidiger. Im Mixed waren Esna Boyd und John Hawkes die Titelverteidiger.